# Christoph Wolff
Christoph Wolff (Solingen, Alemania, 24 de mayo de 1940) es un musicólogo alemán, conocido por sus obras sobre la música, vida y época de Johann Sebastian Bach. Christoph Wolff es profesor de la Universidad de Harvard desde 1976 y ha sido director del Archivo Bach en Leipzig desde 2001.

## Biografía
Christoph Wolff nació el 24 de mayo de 1940 en Solingen, hijo del teólogo Hans Walter Wolff. Estudió órgano e instrumentos de teclado históricos, musicología e historia del arte en las Universidades de Berlín, Erlangen y la Academia de Música de Friburgo, recibiendo una diplomatura en 1963 y un doctorado in 1966. Wolff impartió clases de historia de la música en las Universidades de Erlangen, Toronto, Princeton y Columbia antes de unirse como profesor de música a la Universidad de Harvard en 1976. Actualmente, es el profesor de música de la Universidad Adams en Harvard.
En 2006 ganó el Royal Academy of Music Bach Prize.

## Obra
Entre sus libros se incluyen:
- Bach: Essays on His Life and Music. Harvard University Press, 1991. (Google libros)
- Mozarts Requiem: Geschichte, Musik, Dokumente, Mit Studienpartitur. Bärenreiter, 1991; Univ. of California Press, 1994. (Google libros)
- The New Bach Reader: A Life of Johann Sebastian Bach in Letters and Documents. W.W. Norton, 1999.
- Driven Into Paradise: The Musical Migration from Nazi Germany to the United States. Univ. of California Press, 1999. (Google libros)
- Johann Sebastian Bach. S. Fischer, 2000. ISBN 978-3-596-16739-5
- Johann Sebastian Bach: The Learned Musician. W. W. Norton, 2000; Robinbook, 2008. (Google libros) Finalista del Premio Pulitzer 2001.
- Johann Sebastian Bach: Messe in h-Moll BWV 232 mit Sanctus in D-Dur (1724) BWV 232 III. Bärenreiter Verlag, 2009.
- "Vor der Pforte meines Glücks". Mozart im Dienst des Kaisers (1788-1791). Metzlersche J.B. Verlagsb., 2013.

Fue entrevistado sobre la obra de Bach El arte de la fuga en el documental Desert Fugue.

## Premios y reconocimientos
- 1992 - Premio del Estado de Renania del Norte-Westfalia.
- 2005 - Doctor honoris causa por la Escuela Superior de Música Franz Liszt Weimar y Universidad Friedrich Schiller de Jena.
- 2006 - primer ganador del premio de composición de reciente creación de la Royal Academy of Music de Londres.[2]
- 2014 - Medalla de honor de la ciudad de Leipzig.